# Cambará do Sul
Cambará do Sul är en kommun i Brasilien.   Den ligger i delstaten Rio Grande do Sul, i den södra delen av landet, 1 500 km söder om huvudstaden Brasília. Antalet invånare är 6 545.
I omgivningarna runt Cambará do Sul växer i huvudsak städsegrön lövskog. Runt Cambará do Sul är det mycket glesbefolkat, med 5 invånare per kvadratkilometer.